# Centrolene buckleyi
Centrolene buckleyi (Boulenger, 1882) è un anfibio anuro appartenente alla famiglia Centrolenidae.

## Descrizione
Sia il maschio che la femmina sono lunghi mediamente 29 mm.

## Distribuzione e habitat
La specie è endemica della Colombia, dell'Ecuador e del Perù. Vive nelle foreste tropicali, subtropicali, nei prati e nei fiumi montani compresi fra i 2100 e i 3300 metri d'altitudine.

## Conservazione
L'IUCN classifica la specie come vulnerabile probabilmente a causa della distruzione dell'habitat.